# Прохоренко Віктор Якович

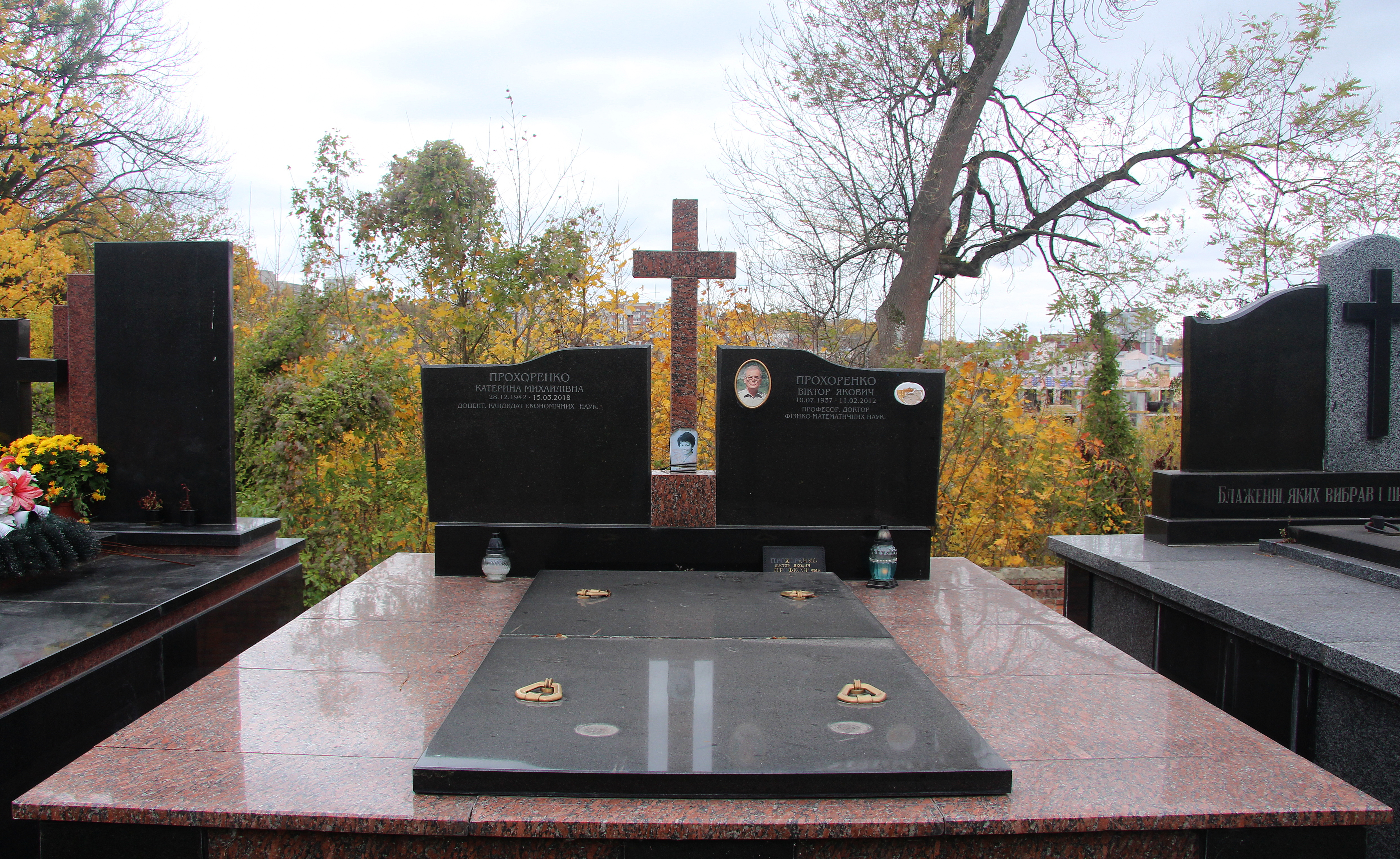

Віктор Якович Прохоренко (*10 липня 1937 - 11 лютого 2012  м. Львів) — український учений у галузі фізики металів. Доктор фізико-математичних наук, професор. Академік АН ВШ України з 1999 р.

## Біографія
Народився в м.Поліське Київської обл. У 1959 р. закінчив ЛДУ ім. І. Франка. У 1959—1964 рр. — ст.лаборант, інженер, ст.інженер, науковий співробітник конструкторського бюро «Термоприлад». У 1964—1985 рр. — аспірант, асистент, доцент, професор кафедри фізики металів ЛДУ ім. І. Франка. У 1985—2001 рр. — завідувач кафедри фізики металів та матеріалознавства Державного університету «Львівська політехніка». У 1966 р. захистив канд. дисертацію на тему «Термоелектричні властивості розплавлених металів», у 1984 р. — докторську дисертацію на тему «Електронні властивості та атомна будова металевих розплавів». Нині — професор кафедри інженерного матеріалознавства та прикладної фізики Національного університету «Львівська політехніка».
Наукові інтереси в галузях: структура, теплофізичні властивості і технологія металевих розплавів; процеси кристалізації та формоутворення; взаємодія рідких металів з конструкційними матеріалами та захист від корозії.
Автор понад 400 наукових робіт.
Почесний професор Українського технічно-господарського інституту у Мюнхені (Німеччина) (1990); член президії Українського інженерного товариства у Львові (1990); голова секції матеріалознавства Української інженерної спілки, Київ (1990); дійсний член Академії інженерних наук України (1991), дійсний член Наукового товариства ім. Т. Шевченка (1992); титулярний професор Жешувського університету (Польща, 2001); член Ливарної комісії Польської академії наук (2003).
Член редакційних колегій п'яти наукових часописів: «Технічні вісті» (Львів), «Журнал фізичних досліджень» (Львів), «Теорія та практика металургії» (Дніпропетровськ), «Archiwum Odlewnictwa» (Katowice), «Фізичні методи та засоби контролю середовищ, матеріалів та виробів» (Львів).
Лауреат Державної премії України у галузі науки і техніки за цикл праць «Теоретичні та експериментальні дослідження з фізики рідких металів» (1983). Відмінник освіти України (1992).
Трагічно загинув  , похований у родинному гробівці на 72 полі Личаківського цвинтаря.